# Suillia uenoi
Suillia uenoi är en tvåvingeart som beskrevs av Okadome 1985. Suillia uenoi ingår i släktet Suillia och familjen myllflugor.
Artens utbredningsområde är Taiwan. Inga underarter finns listade i Catalogue of Life.